# Ждановская волость (Владимирская губерния)
Ждановская во́лость — нижняя административно-территориальная единица в составе Вязниковского уезда Владимирской губернии Российской империи и СССР. Волостной центр — с. Успенский Погост. Упразднена в 1926 году. Ныне территория Вязниковского и Гороховецкого районов Владимирской области России.

## География
реки Суворощь, Шумарь

## История
Упразднена в 1926 году.

## Состав
По данным на 1913 год входили 33 населённых пункта
- Арменово
- Бородино
- Васенино
- Веретеньково
- Глинищи
- Головастово
- Горшково
- Денисово
- Дубово
- Ждановка
- Желобово (ныне Жолобово)
- Захаровка
- Зверевка
- Зеленцово
- Каменово
- Климовская
- Кузьмино
- Митинская
- Мочалищи
- Никитино
- Новишки
- Новосемёновка
- Палково
- Паустово
- Роговская
- Ромашёво
- Сафонеево
- Стряпково
- Татаринцево (ныне Лесное Татаринцево)
- Тураково
- Успенский Погост — волостной центр
- Холуй (ныне Октябрьская)
- Хотиловка